# 煙鱠
煙鱠（学名：Aethaloperca rogaa）又稱煙鱸、珞珈鱠，俗名褐九刺鲈、黑瓜子斑，為輻鰭魚綱鱸形目鮨科的其中一個種，也是煙鱠屬的唯一一种，广泛分布于印度太平洋地区，是一种游钓鱼。

## 分佈
本魚廣泛分布在印度西太平洋區，在大部分沿岸地区均有分布，包括红海、波斯湾、南中国海等海域，最南的发现地点在莫桑比克海峡的欧罗巴岛附近海域，而最北可达日本本州岛南部。在印度尼西亚和澳大利亚的西澳大利亚州、北领地与昆士兰省的诸多珊瑚礁中也有分布，而在太平洋上则分布于全部的美拉尼西亚和密克罗尼西亚诸岛屿附近的海域，最东的发现地点为基里巴斯的凤凰群岛。学者认为该鱼可能分布于所有印度西太平洋区的热带岛屿沿岸，但目前尚无在毛里求斯附近海域发现该鱼。

## 深度
水深10至90公尺。

## 特徵
成年个体体态扁平，身体大致呈椭圆形，侧面略微凹陷，棱角分明，头部较大。尾鳍后缘截平因而形状不对称。 ，臀鳍具有软条9枚，体长为体高之2.5倍以上。前鳃盖圆形，后缘贝微锯齿；主鳃盖具3扁平棘。体被细小栉鳞；侧线鳞孔数48至54枚；纵列鳞数94至104枚。体色为一致的深红色、褐色或黑色,亦可能有橙色光泽，上颚、鳃膜及其嘴内部为猩红色或橙色（这也是其英文名Redmouth Grouper得名原因），白化变种则有一条淡色条纹；背鳍前端位于鳃盖处，彼此相连形成一长条且有明显棱角，总共有硬棘9枚，软条17至18枚；臀鳍较长，延伸超过肛门，有硬棘3枚，软条8至9枚；后鼻孔大致为椭圆形且不显著大于前鼻孔；该鱼一般在长到35公分左右成年，体长可达60公分，但野生环境下的煙鱠极少长到这一长度。嘴内有一排尖锐的犬齿，另有2-4排位于下颚的小尖牙，在腭部也长有牙齿。幼鱼则与成年个体有显著不同，其通体为白色或几乎透明，鱼鳍均较软。

## 生態

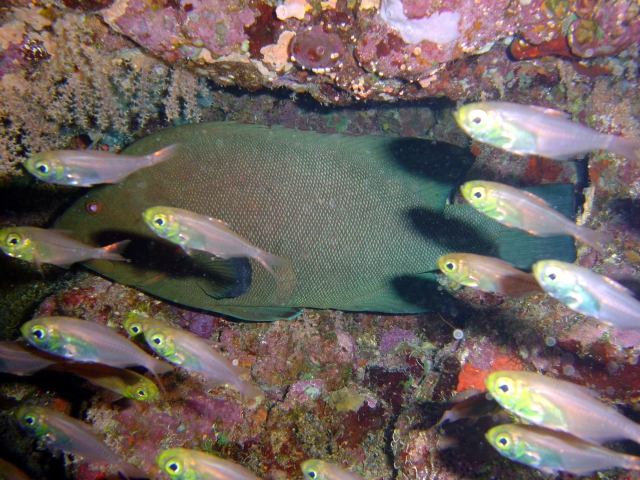
一群幼年煙鱠，可以看出它们同成年个体有显著外貌差异，且酷似小型的食草鱼类。

本魚喜棲息在环礁或是泻湖中的岩礁、珊瑚礁区或者是独立之礁石上，在顶部没有珊瑚覆盖的珊瑚礁中较为常见，尤其喜爱栖息在多淤泥的海床以及珊瑚礁上的海底洞窟内部或是附近。
小于6厘米的幼鱼会将自己伪装成刺尻魚屬Centropyge的几种鱼类，例如費氏刺尻魚(Centropyge fisheri)、多棘刺尻魚Centropyge multispinis和黃胸鰭刺尻魚Centropyge flavipectoralis，也可能伪装成雀鲷属Pomacentrus和眶锯雀鲷属Stegastes鱼类。幼鱼伪装成的鱼类均是较为温和的食草鱼类，因此可以在捕食时迷惑猎物从而占据优势，这种策略在生物学上被称为攻击性拟态。鱼会一直维持它们的伪装直到它们的体长明显超过被模仿的小型鱼类为止。成年个体系掠食者，主要食物来源为拟金眼鲷属Pempheris的小鱼、诸如蝦蛄等甲壳类以及头足类。煙鱠的捕食者主要为更大的鱼类以及海洋哺乳动物。
煙鱠全年均会繁殖，目前尚无证据表面该鱼会在繁殖期间聚集。该鱼一代的长度大约为13-18年，但学界目前对于具体繁殖习性、性成熟年龄仍然所知甚少。

## 种群情况
尽管煙鱠分布范围辽阔，但在大部分分布范围内的海域该鱼都不算是常见鱼类。有观察报告指出在迪拜、桑给巴尔、科摩罗、莫桑比克、查戈斯群岛、马尔代夫、印度和卡塔尔海域及沙特阿拉伯的波斯湾海域该物种都颇为罕见，平均每平方公里均只有不到1条。而在香港、台湾和所罗门群岛对渔获的调查统计也指出该鱼在全部捕获的石斑鱼中仅占1%左右。目前，唯一有大规模捕捞的地区为沙特阿拉伯的红海海域，在2005-15年间平均每年捕捞30.3公吨。

## 經濟利用
為經濟性魚類，肉質鮮美，各種烹調皆宜，但相对于其他石斑鱼来说并无较高的商业价值，市面上捕获的个体多为沿海居民使用鱼叉刺鱼或是垂钓等小规模捕鱼行为所捕获，在印度洋沿岸大部分地区也是渔网兼捕的鱼类之一。由于商业开发价值较低，该物种不大可能受到过度捕捞的显著影响，因此在IUCN2016年的评估中被评为无危（LC）。

## 外部分类
- 台灣魚類資料庫 （页面存档备份，存于）